# دیجیتال نومد
عشایر دیجیتال، کوچ‌نشینان دیجیتال یا دیجیتال نومد (انگلیسی: Digital nomad) افرادی هستند که از فناوری‌های مخابراتی از راه دور برای امرار معاش و زندگی کردن استفاده می‌کنند. این افراد معمولاً در حین سفر و به کمک تکنولوژی به ارتزاق مشغول هستند و به شیوه کوچ‌نشینان زندگی می‌کنند. این افراد در کشورهای خارجی و معمولا در کافی‌شاپ‌ها و کتابخانه‌های عمومی یا فضاهای کار مشترک یا خودروهای آر وی کار می‌کنند. این نوع از زندگی معمولاً از طریق استفاده از دستگاه‌هایی صورت می‌گیرد که دارای قابلیت‌های اینترنتی بی‌سیم مانند  هوشمند یا سیار هستند. دیجیتال نومد شغل مناسب برای کسانی است که از یکجا نشینی خسته شده اند و دلشان می خواهد طبیعت گرد باشند.